# Contea di Norfolk (Massachusetts)
La contea di Norfolk, Norfolk County in inglese, è una contea dello Stato del Massachusetts negli Stati Uniti. La contea, posta nella parte orientale dello Stato, ha come capoluogo Dedham.
La popolazione al censimento del 2000 era di 650 308 abitanti, 666 303 secondo una stima del 2009.

## Geografia fisica
La contea confina a nord con la contea di Middlesex, a nord-est con quella di Suffolk ed a nord-est si affaccia sull'Oceano Atlantico. A sud-est confina con la contea di Plymouth, a sud con quella di Bristol, a sud-ovest con la contea di Providence del Rhode Island ed a ovest con la contea di Worcester.
I comuni di Brookline e Cohasset sono exclave della contea di Norfolk.
Il territorio è prevalentemente pianeggiante e raggiunge la massima altezza con la Great Blue Hill di 194 metri che è posta nella Blue Hills nel nord-est. 
La costa presenta delle ampie insenature come la Quincy Bay. I fiumi principali sono il Charles e il Neponset che nascono nel sud-ovest della contea e sfociano nel Boston Harbor a nord-est.
Il nord-est è densamente popolato essendo alla periferia della città di Boston (Charlestown). Il capoluogo di contea è Dedham e la città più grande è Quincy che si affaccia sulla Quincy Bay. Altra grande città è l'exclave di Brookline, posta tra la contea di Suffolk e quella di Middlesex. Altre città importanti sono Weymouth, Braintree, Norwood, Needham e Milton.

## Storia
L'area era abitata dai nativi del Massachusetts prima dell'arrivo dei coloni inglesi. Il territorio della contea fu colonizzata da coloni inglesi, da cui deriva il nome. Il territorio della vecchia contea non corrisponde a quello attuale, ma aveva una ampia estensione a nord del fiume Merrimack. L'attuale contea fu istituita nel 1793, ma nel frattempo i confini sono cambiati con l'annessione di alcune cittadine e la cessione di altre alle contee confinanti.
La contea di Norfolk è nota come la "contea dei presidenti" in quando è il luogo di nascita di quattro presidenti degli Stati Uniti: John Adams, John Quincy Adams, John F. Kennedy, and George H. W. Bush.

## Comuni
- Avon - town
- Bellingham - town
- Braintree - city
- Brookline - town
- Canton - town
- Cohasset - town
- Dedham - town
- Dover - town
- Foxborough - town
- Franklin - city
- Holbrook - town
- Medfield - town
- Medway - town
- Millis - town

- Milton - town
- Needham - town
- Norfolk - town
- Norwood - town
- Plainville - town
- Quincy - city
- Randolph - city
- Sharon - town
- Stoughton - town
- Walpole - town
- Wellesley - town
- Westwood - town
- Weymouth - city
- Wrentham - town